# Musée de Radio France
Le musée de Radio France a ouvert au public en 1966 au sein de la maison de Radio France au 116, avenue du Président-Kennedy dans le 16e arrondissement de Paris. 
En 2007, le musée de Radio France a définitivement fermé.
Il participe toutefois à des expositions et manifestations extérieures.

## Description
Les collections sont dédiées à pratiquement tous les appareils audiovisuels de 1898 à nos jours, ainsi que d'anciennes pièces détachées :
- Phonographes, gramophones, pick-up, platines tourne-disques, appareils de gravure, juke-box,
- Magnétophones à bandes et à cassettes amateurs et professionnels,
- Récepteurs radios à lampes, TSF, tuners, postes à transistors,
- Amplificateurs à lampes puis à transistors,
- Téléviseurs à tubes cathodiques depuis les débuts,
- Haut-parleurs, Microphones, Casques, Tubes électroniques, etc.

ainsi qu'une collection d'affiches publicitaires d'époque.